# AOL-Phone
AOL-Phone war ein IP-Telefonie-Dienst (VoIP), der seit dem 5. April 2004 vom US-amerikanischen Onlinedienst AOL angeboten wurde. Mit AOL-Phone konnten Besitzer eines Internet-Breitbandzugangs über die Internetleitung mit dem vorhandenen Telefon telefonieren. Der Computer musste dabei nicht eingeschaltet sein. Die Abschaltung des Dienstes wurde von AOL nicht kommuniziert.

## Leistungen
AOL-Phone beinhaltete Standard-ISDN-Funktionen und Zusatzleistungen, wie eine Telefonie-Mailbox, Rufnummernanzeige, Anrufweiterleitung, Anklopfen und Makeln. Ebenfalls gab es einen tagesaktuellen Einzelverbindungsnachweis sowie eine sogenannte Blacklist, eine Liste, über die man eingehende und ausgehende Anrufe nach Rufnummern sperren konnte. AOL-Kunden erhielten eine kostenlose Festnetznummer aus dem eigenen Wohnort und hatten die Möglichkeit diese auch kostenlos im öffentlichen Telefonbuch eintragen zu lassen. Dabei standen alle 5.200 Ortsnetzvorwahlen zur Verfügung. Die Festnetznummer war jedoch nicht zu anderen VoIP-Anbietern portierbar. ENUM wurde nicht unterstützt.
Für die Nutzung von AOL-Phone war nicht zwingend ein AOL-Mitgliedskonto erforderlich.

## Technische Hinweise
Für Benutzer von Breitband-Volumentarifen konnte die Nutzung von VoIP sehr teuer werden. AOL-Phone stellte deshalb eine zweite PPPoE-Session her (sofern die Hardware diese unterstützte), eine zweite Internetverbindung, welche direkt über AOL abgewickelt und nicht berechnet wurde, wodurch keine Kosten für Datenverkehr entstanden.